# John Gowans (Schauspieler)
John Gowans (* 23. Dezember 1943) ist ein US-amerikanischer Schauspieler.

## Biografie
Gowans tritt seit 1972 als Schauspieler vor allem in kleinen Rollen für Film und Fernsehen in Erscheinung. Sein Schaffen umfasst mehr als 70 Produktionen.
Gowans ist seit dem 11. September 1982 mit der Schauspielerin Nora Masterson verheiratet.

## Filmografie (Auswahl)
- 1972: The Corner Bar (Fernsehserie, Folge 1x01)
- 1976: Detektiv Rockford – Anruf genügt (The Rockford Files, Fernsehserie, Folge 3x07)
- 1977: Billy Jack Goes to Washington
- 1977: Stern meines Lebens (You Light Up My Life)
- 1979: Star Trek: Der Film (Star Trek: The Motion Picture)
- 1979: Der unglaubliche Hulk (The Incredible Hulk, Fernsehserie, Folge 3x10)
- 1980: Sador – Herrscher im Weltraum (Battle Beyond the Stars)
- 1980: Ene Mene Mu und Präsident bist du (First Family)
- 1983/1990: Dallas (Fernsehserie, 2 Folgen)
- 1984: Trio mit vier Fäusten (Riptide, Fernsehserie, Folge 1x03)
- 1984/1989: Unter der Sonne Kaliforniens (Knots Landing, Fernsehserie, 2 Folgen)
- 1985: Nicht meine Tochter (Not My Kid, Fernsehfilm)
- 1985: Polizeirevier Hill Street (Hill Street Blues, Fernsehserie, Folge 5x16)
- 1985: Hunter (Fernsehserie, Folge 2x10)
- 1988: Warum muß Wesley sterben? (Promised a Miracle, Fernsehfilm)
- 1988: Im Zweifel für das Leben (Leap of Faith, Fernsehfilm)
- 1989: Der Denver-Clan (Dynasty, Fernsehserie, Folge 9x21)
- 1990: Ein gesegnetes Team (Father Dowling Mysteries, Fernsehserie, Folge 3x08)
- 1990: Aufstieg in den Tod (Storm and Sorrow, Fernsehfilm)
- 1991: Operation Wüstensturm (The Heroes of Desert Storm, Fernsehfilm)
- 1993: Mord ist ihr Hobby (Murder, She Wrote, Fernsehserie, Folge 9x11)
- 1993: Dream Rider – Ohne fremde Hilfe (Dreamrider)
- 1995: Models Inc. (Fernsehserie, Folge 1x26)
- 1998: Sabrina – Total Verhext! (Sabrina, the Teenage Witch, Fernsehserie, Folge 3x02)
- 1998: Practice – Die Anwälte (The Practice, Fernsehserie, Folge 3x09)
- 2000: Charmed – Zauberhafte Hexen (Charmed, Fernsehserie, Folge 2x17)
- 2001: Eine himmlische Familie (7th Heaven, Fernsehserie, Folge 5x21)
- 2002: Crossing Jordan – Pathologin mit Profil (Crossing Jordan, Fernsehserie, Folge 1x20)
- 2002: Für alle Fälle Amy (Judging Amy, Fernsehserie, Folge 4x02)
- 2006: Numbers – Die Logik des Verbrechens (NUMB3RS, Fernsehserie, Folge 2x14)
- 2011: Big Love (Fernsehserie, 3 Folgen)
- 2013: The Exes (Fernsehserie, Folge 3x09)
- 2014: Tiger Orange
- 2017: Maybe Someday
- 2018: Charlie Says
- 2019: Animal Kingdom (Fernsehserie, Folge 4x10)
- 2019: You – Du wirst mich lieben (You, Fernsehserie, Folge 2x02)
- 2020: Shameless (Fernsehserie, Folge 10x12 Gallavich)
- 2020: Yellowstone (Fernsehserie, Folge 3x10)
- 2021: Station 19 (Fernsehserie, Folge 5x05)
- 2021: Lass es, Larry! (Curb Your Enthusiasm, Fernsehserie, Folge 11x05)
- 2022: Die Conners (The Conners, Fernsehserie, Folge 4x17)
- 2022: Die Schurken von nebenan (The Villains of Valley View, Fernsehserie, 2 Folgen)
- 2023: Night Court (Fernsehserie, Folge 1x15)
- 2023: Oppenheimer